# معاهدة الصداقة والتجارة بين الولايات المتحدة وبروسيا
معاهدة الصداقة والتجارة بين مملكة بروسيا والولايات المتحدة الأمريكية (سبتمبر 10، 1785) معاهدة تفاوض بشأنها رئيس الوزراء البروسي الكونت كارل فيلهلم فون فينكنشتاين، وتوماس جيفرسون سفير الولايات المتحدة لدى فرنسا، وقعها الملك فريدرش العظيم وجورج واشنطن. أسست المعاهدة لتحالف تجاري بين مملكة بروسيا الألمانية والولايات المتحدة الأمريكية وكانت الأول من نوعها التي توقعها قوة أوروبية مع الولايات المتحدة بعد حرب الاستقلال الأمريكية. أصبحت مملكة بروسيا بالتالي واحدة من الدول الأولى التي اعترفت رسميا بالجمهورية الأميركية الناشئة.
تم التوقيع على معاهدة لتعزيز التجارة الحرة والتبادل التجاري وتصبح معياراً لاحقاً لاتفاقيات التجارة الحرة والمعاهدات الدولية. بالإضافة إلى ذلك، طالبت المعاهدة بالاحتجاز الإنسانية دون قيد أو شرط لأسرى الحرب، الأمر الذي يعتبر مستحدثاً في ذلك الوقت.
تم تجديد معاهدة عام 1799 بعد مفاوضات مع سفير الولايات المتحدة لدى بروسيا جون كوينسي آدامز (1797 -1801).